# Кошеве (Правдинський район)
Кошеве (рос. Кошевое) — селище Правдинського району Калінінградської області Росії. Входить до складу Домновського сільського поселення. Населення — 16 осіб (2015 рік).

## Населення
| 2002 | 2010 |
| ---- | ---- |
| 18   | ↘16  |